# Atari världen
Atari världen var en svensk datortidning som gavs ut mellan 1989 och 1993. Den berörde mest nyttoprogram och praktisk användning av Atari ST-datorn, men införde i början av nittiotalet en blygsam spelbevakning. Efter att Atari ST lagts ned var Atari världen den enda kvarvarande enformatstidningen för Atari, men hade på grund av distributionssvårigheter en liten publik och mager inlaga.